# Reiner Heugabel
Reiner Heugabel (* 5. Februar 1963 in Monheim am Rhein) ist ein ehemaliger deutscher Ringer. Er war Europameister 1991 im freien Stil im Papiergewicht.

## Werdegang
Reiner Heugabel wuchs in Mömbris auf und begann als Jugendlicher beim KSC Germania Mömbris mit dem Ringen. Ab 1980 startete er in der Zweitbundesligamannschaft der RWG Mömbris-Königshofen. 1980 wurde er erstmals Deutscher Meister. Anschließend wechselte er zum AC Bavaria Goldbach. Der nur 1,47 m große Athlet startete während seiner gesamten, fast 20 Jahre währenden Laufbahn, immer im Papiergewicht (damals bis 48 kg Körpergewicht). Er war von Beruf Schlosser, trat jedoch schon in jungen Jahren in die Bundeswehr ein und wurde Berufssoldat.
Reiner Heugabel, der bei Meisterschaften ausschließlich im freien Stil startete, war schon im Nachwuchsbereich sehr erfolgreich. Er wurde einmal deutscher Jugendmeister und dreimal deutscher Juniorenmeister. Auch auf internationaler Ebene gelangen ihm im Nachwuchsbereich Erfolge: So belegte er bei der Junioren-Europameisterschaft 1980 (Cadets = bis zum 18. Lebensjahr) in Bursa im Papiergewicht den 5. Platz und wurde 1983 bei der Junioren-Weltmeisterschaft 1983 (Espoirs = bis zum 20. Lebensjahr) in Los Angeles Vize-Weltmeister hinter dem sowjetischen Sportler Igor Perwochuk. In der Mannschaft war er auch im Greco äußerst erfolgreich. So deklassierte er mehrfach den Olympiazweiten und Europameister Markus Scherer, der reiner Klassiker war.
Im Jahre 1980 gewann Reiner Heugabel im Alter von 17 Jahren in Hof/Saale seinen ersten deutschen Meistertitel bei den Senioren. Von 1982 bis 1996 siegte er dann bei den deutschen Meisterschaften im Papiergewicht fünfzehnmal in Folge. Eine Leistung, die nur noch von Wilfried Dietrich übertroffen wurde. Bis 1980 ging er für seinen Heimatverein RWG auf die Matte. Von 1981 bis 1989 trat er für Goldbach an. Hier wurde er von Trainer Jürgen Barleben entscheidend geformt. Von 1990 bis 1995 ging er zurück nach Mömbris, um ab 1995 wieder für Goldbach zu ringen.
Seine internationale Laufbahn bei den Senioren startete Reiner Heugabel im Jahre 1984. Er belegte in diesem Jahr bei der Europameisterschaft in Jönköping den 4. Platz, wobei er im Kampf um die Bronzemedaille gegen den Bulgaren Adem Hassanow nach turbulentem Kampfverlauf nur knapp mit 9 : 12 Punkten verlor. Bei den Olympischen Spielen dieses Jahres in Los Angeles scheiterte Reiner Heugabel im Kampf um die Medaillen an dem Chinesen Gao Wenhe und dem US-Amerikaner Bobby Weaver, belegte aber einen ehrenvollen fünften Platz.
Seinen Wehrdienst leistete er 1985 als Sportsoldat in der Bundeswehr-Sportfördergruppe 12/9 im Raketenartilleriebataillon 122 in Philippsburg ab. In den Jahren von 1985 bis 1995 kämpfte Reiner Heugabel bei den Europameisterschaften Jahr für Jahr um die Medaillen mit und auch bei mehreren Weltmeisterschaften und den Olympischen Spielen 1988 und 1992 belegte er hervorragende Plätze. Er bezwang dabei Weltklasseringer wie Majid Torkan aus dem Iran, Alin Pacurariu aus Rumänien, Timothy Vanni aus den USA, Sergei Karamtschakow aus der UdSSR, Romică Rașovan aus Rumänien, Mario Willomeit aus der DDR, Marian Nedkow aus Bulgarien, Ragim Mamedow aus der UdSSR, den er bei der Europameisterschaft 1990 in Poznań mit 15 : 0 Punkten abfertigte, İlyas Şükrüoğlu aus der Türkei, Peter Umaschow aus der UdSSR, Peter Iwonschanow aus der UdSSR, Stanilaw Marius Szostecki aus Polen, László Óváry aus Ungarn, Aldo Martínez aus Kuba, Wugar Orudschow aus der UdSSR, Nasser Zainalnia aus dem Iran, Wiktor Railean aus Moldawien, Jan Falandys aus Polen u. v. a.
Seine erste Medaille bei einer internationalen Meisterschaft gewann er 1986 bei der Europameisterschaft in Athen. Dort verlor er erst im Finale gegen den sowjetischen Sportler Alexander Dorschow und wurde damit Vize-Europameister. Sein nächster Medaillengewinn gelang ihm 1989 bei der Europameisterschaft in Ankara, wo er den dritten Platz belegte. Das gleiche Ergebnis erzielte Reiner Heugabel auch bei den Europameisterschaften 1990 in Poznań und 1992 in Kaposvár. Dazwischen lag im Jahre 1991 sein größter Erfolg, nämlich der Titelgewinn bei der Europameisterschaft in Stuttgart. Bei dieser Europameisterschaft besiegte er İlyas Şükrüoğlu, Romică Rașovan, Stanislaw Szostecki und den mehrfachen Weltmeister Wugar Orudschow und gewann den Europameistertitel.
Sein letzter Medaillengewinn gelang ihm bei der Europameisterschaft 1994 in Rom, wo er erst im Finale von dem Armenier Armen Mkrttschjan besiegt wurde und wieder Vize-Europameister wurde.
Bei Weltmeisterschaften verfehlte Reiner Heugabel mit vier vierten, einem fünften und einem sechsten Platz nur knapp die Medaillenränge. Bei den Olympischen Spielen 1988 in Seoul erzielte Reiner Heugabel sechs Siege und musste sich nach nur einer Niederlage gegen Iwan Tzonow aus Bulgarien mit dem 5. Platz zufriedengeben. Bei den Olympischen Spielen 1992 in Barcelona erreichte er den 6. Platz.
Reiner Heugabel zeigte über 15 Jahre beständige Leistungen und kämpfte um internationale Medaillen mit. Seine Schwäche in den ersten Kämpfen bei Meisterschaften verhinderte eine noch bessere Erfolgsrate. Häufig verlor er den ersten Kampf, auch gegen Gegner, die er vorher schon mehrmals besiegt hatte.

## Internationale Erfolge
(OS = Olympische Spiele, WM = Weltmeisterschaft, EM = Europameisterschaft, F = freier Stil, Pa = Papiergewicht, damals bis 48 kg Körpergewicht)
- 1980, 5. Platz, Junioren-EM (Cadets) in Bursa, F, Pa, hinter Aslan Yilmaz, Türkei, Behan Sadykow, UdSSR u. László Bíró, Ungarn;
- 1981, 1. Platz, EU-Meisterschaft in Kelheim, F, Pa, vor Nordine Benmeridja, Frankreich u. John van den Bosch, Niederlande;
- 1982, 4. Platz, Junioren-EM in Leipzig, F, Pa, hinter Nicu Hincu, Rumänien, Khristoforov, UdSSR u. Gerald Pfister, DDR;
- 1983, 2. Platz, Junioren-WM in Los Angeles, F, Pa, hinter Igor Perwochuk, UdSSR u. vor Christo Dobrew, Bulgarien u. Noh Kyung-Sun, Südkorea;
- 1984, 3. Platz, Grosser Preis der Bundesrepublik Deutschland in Freiburg im Breisgau, F, Pa, hinter Wassili Gogolew, UdSSR u. Jan Falandys, Polen;
- 1984, 4. Platz, EM in Jönköping, F, Pa, mit Siegen über Aldo Bova, Italien, Kuddia Özdemir, Türkei u. Kent Andersson, Schweden u. Niederlagen gegen Sergei Kornilajew, UdSSR u. Adem Hassanow, Bulgarien;
- 1984, 5. Platz, OS in Los Angeles, F, Pa, mit einem Sieg über Kent Andersson u. Niederlagen gegen Gao Wenhe, Volksrepublik China u. Bobby Weaver, USA;
- 1984, 1. Platz, CISM-Militär-WM in Philadelphia, F, Pa;
- 1985, 4. Platz, EM in Leipzig, F, Pa, mit Siegen über Oruc, Türkei u. Tsetow, Bulgarien u. Niederlagen gegen Wassili Gogolew, UdSSR u. Alin Pacurariu, Rumänien;
- 1985, 5. Platz, WM in Budapest, F, Pa, mit Siegen über Liberto, Italien, Majid Torkan, Iran, San Ho-Lee, Südkorea u. Alin Pacurariu u. einer Niederlage gegen Wassili Gogolew;
- 1986, 2. Platz, EM in Athen, F, Pa, mit Siegen über Alin Pacurariu, Sidoropoulos, Griechenland u. Mustafa Ocal, Türkei u. einer Niederlage gegen Alexander Dorschow, UdSSR;
- 1986, unpl., WM in Budapest, F, Pa, nach Niederlagen gegen Timothy Vanni, USA u. Pedro Zayas, Kuba;
- 1987, 4. Platz, EM in Veliko Tarnovo/Bulgarien, F, Pa, mit Siegen über Stanislaw Szostecki, Polen, Sergei Karamtschakow, UdSSR u. Yodjal, Türkei u. Niederlagen gegen Alin Pacurariu u. Mario Willomeit, DDR;
- 1987, 4. Platz, WM in Clermont-Ferrand, F, Pa, mit Siegen über Mario Willomeit, Alin Pacurariu, Marian Nedkow, Bulgarien und Timothy Vanni u. Niederlagen gegen Lee Sang-ho, Südkorea u. Sergei Karamtschakow;
- 1988, 1. Platz, Grosser Preis der BRD in Aschaffenburg, F, Pa, vor Stanislaw Szostecki, Osman Rodriguez, Kuba, Kim Jeong-Sub, Südkorea u. Sevsal Sevsay, Türkei;
- 1988, 5. Platz, EM in Manchester, F, Pa, mit Siegen über Romică Rașovan, Rumänien, Mustafa Ocal u. Philippe Bahuet, Frankreich u. einer Niederlage gegen Marian Nedkow;
- 1988, 5. Platz, OS in Seoul, F, Pa, mit Siegen über Tümendembereliin Süchbaatar, Mongolei, Liang Dejin, China, Rajesh Kumar, Indien, Sergei Karamtschakow, Volker Anger, DDR u. İlyas Şükrüoğlu, Türkei u. einer Niederlage gegen Iwan Tzonow, Bulgarien;
- 1988, 1. Platz, CISM-Militär-WM in Palermo, F, Pa, vor Fayad, Irak u. Mallet, USA;
- 1989, 3. Platz, EM in Ankara, F, Pa, mit Siegen über Marian Nedkow u. Romică Rașovan u. einer Niederlage gegen İlyas Şükrüoğlu;
- 1989, 8. Platz, WM in Martigny/Schweiz, F, Pa, mit einem Sieg über Romică Rașovan u Niederlagen gegen Nasser Zainalnia, Iran, Kim Jong-shin, Südkorea u. Marian Awramow, Bulgarien;
- 1990, 3. Platz, EM in Posen, F, Pa, mit Siegen über Ragim Magomed, UdSSR u. Nurettin Baydur, Türkei u. einer Niederlage gegen Romică Rașovan;
- 1990, 4. Platz, WM in Tokio, F, Pa, mit Siegen über Nanychew, UdSSR, Nasser Zainalnia u. İlyas Şükrüoğlu u. Niederlagen gegen Aldo Martínez, Kuba u. Takashi Kobayashi, Japan;
- 1991, 1. Platz, "Roger-Coulon"-Turnier in Carcassonne, F, Pa, vor Kim Jong-shin u. Namig Abdullajew, UdSSR;
- 1991, 1. Platz, EM in Stuttgart, F, Pa, mit Siegen über İlyas Şükrüoğlu, Romică Rașovan, Stanislaw Szostecki u. Wugar Orudschow, UdSSR;
- 1991, 4. Platz, WM in Warna, F, Pa, mit Siegen über Rodrigo Fesanrio, Philippinen, Mir Quirizadeh, Kanada, Aldo Martínez, Kuba, Roman Kollar, Tschechoslowakei u. Nasser Zainalnia u. Niederlagen gegen Wugar Orudschow u. Kim Jong-shin;
- 1991, 2. Platz, CISM-Militär-WM in Istanbul, F, Pa, hinter Nurettin Baydur u. vor Erik Wertzel, USA;
- 1992, 1. Platz, Grosser Preis von Deutschland in Leipzig, F, Pa, vor Mir Quirizadeh u. Michael Samesch, Deutschland;
- 1992, 3. Platz, EM in Kaposvár, F, Pa, mit Siegen über Drugis Kalnish, Lettland, Francisco Sanchez, Spanien, Yaku Özden, Türkei u. Stanislaw Szostecki u. einer Niederlage gegen Wugar Orudschow;
- 1992, 6. Platz, OS in Barcelona, F, Pa, mit Siegen über Stanislaw Szostecki u. Chaouki Sammarei, Tunesien u. Niederlagen gegen Kim Il-Ong, Nordkorea, Timothy Vanni u. Wugar Orudschow;
- 1993, 1. Platz, Grosser Preis der Slowakei in Bratislava, F, Pa, vor Jürgen Richter, Deutschland u. R. Wellwood, Kanada;
- 1993, 4. Platz, EM in Istanbul, F, Pa, mit Siegen über David Fontana, Italien u. Peter Jumschanow, UdSSR u. Niederlagen gegen Marian Nedkow u. Wiktor Efteni, Ukraine;
- 1993, 6. Platz, WM in Toronto, F, Pa, mit Siegen über Chen, China u. Rodik Bavatdinow, Kasachstan u. Niederlagen gegen Alexis Vila Perdomo, Kuba, Jung Soon-won, Südkorea u. Armen Mkrttschjan, Armenien;
- 1994, 2. Platz, EM in Rom, F, Pa, mit Siegen über László Óváry, Ungarn, Iwonschanow, UdSSR u. George Christow, Bulgarien u. einer Niederlage gegen Armen Mkrttschjan;
- 1995, 6. Platz, EM in Freiburg im Üechtland,/Schweiz, F, Pa, mit Siegen über Witali Railean, Moldawien u. Assen Zenow, Bulgarien u. Niederlagen gegen Armen Mkrttschjan u. Wugar Orudschow;
- 1995, 5. Platz, Militär-WM in Rom, F, Pa, mit Siegen über Mourhtar Nowzow, Aserbaidschan u. Jeremy Walker, USA u. Niederlagen gegen Kim Soon-Nam, Nordkorea u. Gulifiz Beyhan, Türkei;
- 1996, 9. Platz, EM in Budapest, F, Pa, mit einem Sieg über Vlado Sokolow, Mazedonien u. Niederlagen gegen Armen Mkrttschjan u. Witali Railean

## Deutsche Meisterschaften
Reiner Heugabel wurde deutscher Meister im freien Stil im Papiergewicht 1980 und von 1982 bis 1996.